# Ingwiller
Ingwiller (Duits: Ingweiler im Elsass) is een stadje en gemeente in het Franse departement Bas-Rhin in de regio Grand Est en maakt deel uit van het arrondissement Saverne. De gemeente telde 3.993 inwoners op 1 januari 2022.

## Geschiedenis

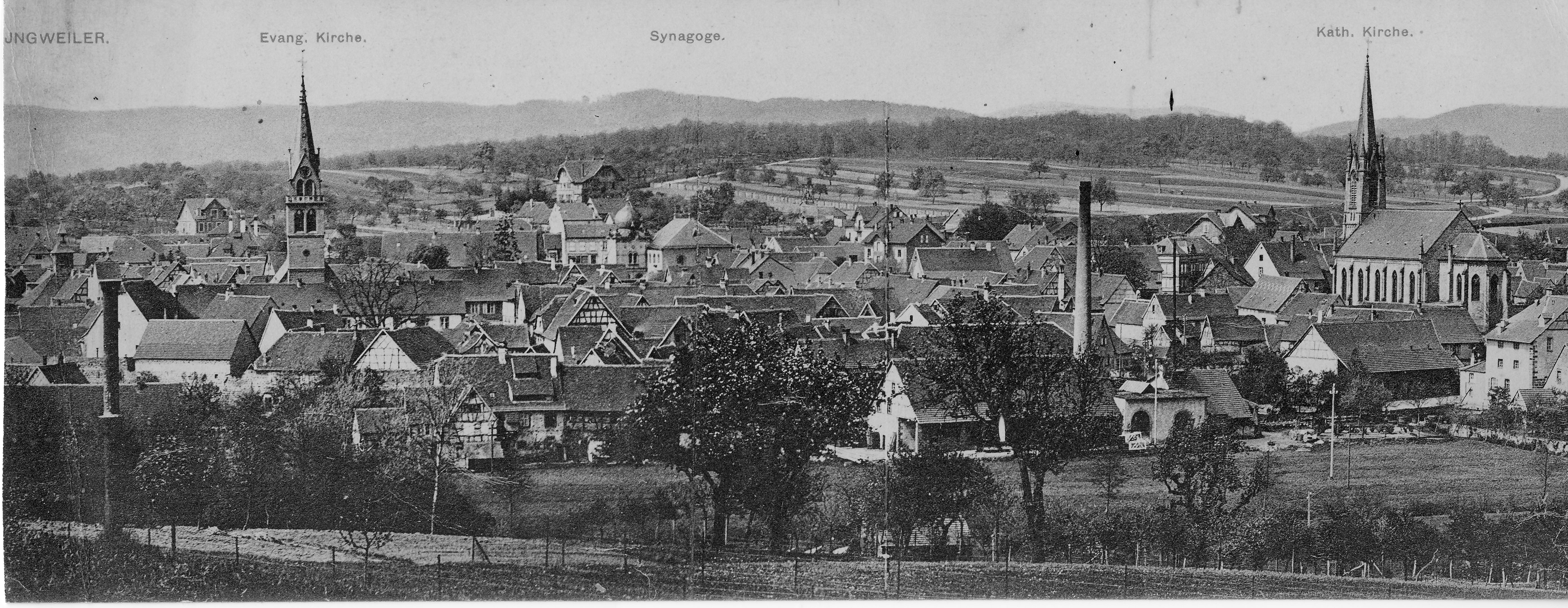
Ingwiller in 1880

De oudste schriftelijke vermeldingen dateren uit het jaar 742 als Ingoniunilare, uit 785 als Ilununilare, uit 1175 als Ingichwilre en in 1178 in een pauselijke bul van Alexander III als Ingevilre.
Op vraag van Graaf Simons von Lichtenberg gaf keizer Lodewijk IV de Beier in 1345 het dorp Ingveiler stadsrechten, in overeenstemming met de rechten van de stad Haguenau, waaronder het recht tot de aanleg van stadsmuren en vestingwerken en het organiseren van een wekelijkse markt op vrijdag.
Op het eind van het ancien régime werd Ingwiller een gemeente in het departement Bas-Rhin. Ingwiller behoorde tot het kanton Bouxwiller in het arrondissement Saverne. In 1871 werd Ingwiller met de rest van het departement na de Frans-Duitse Oorlog bij de Vrede van Frankfurt geannexeerd door Duitsland. Ingwiller behoorde toen tot de Kreis Zabern (Saverne). 166 inwoners van Ingwiller kozen voor de optie om Frans staatsburger te blijven, wat inhield dat zij Elzas-Lotharingen moesten verlaten. Na het Verdrag van Versailles werd het gebied weer Frans.
Bij het einde van de Tweede Wereldoorlog, in de herfst van 1944, vond hier een Slag om Elzas-Lotharingen plaats.
Bij de kantonale herindeling werd Ingwiller vanaf 22 maart 2015 de hoofdplaats van het nieuw opgerichte kanton Ingwiller, daarvoor was het onderdeel van het kanton Bouxwiller.

## Geografie
De oppervlakte van Ingwiller bedraagt 18,05 vierkante kilometer; Op 1 januari 2022 was de bevolkingsdichtheid 221,2 inwoners per km². Het stadje ligt aan de Moder.

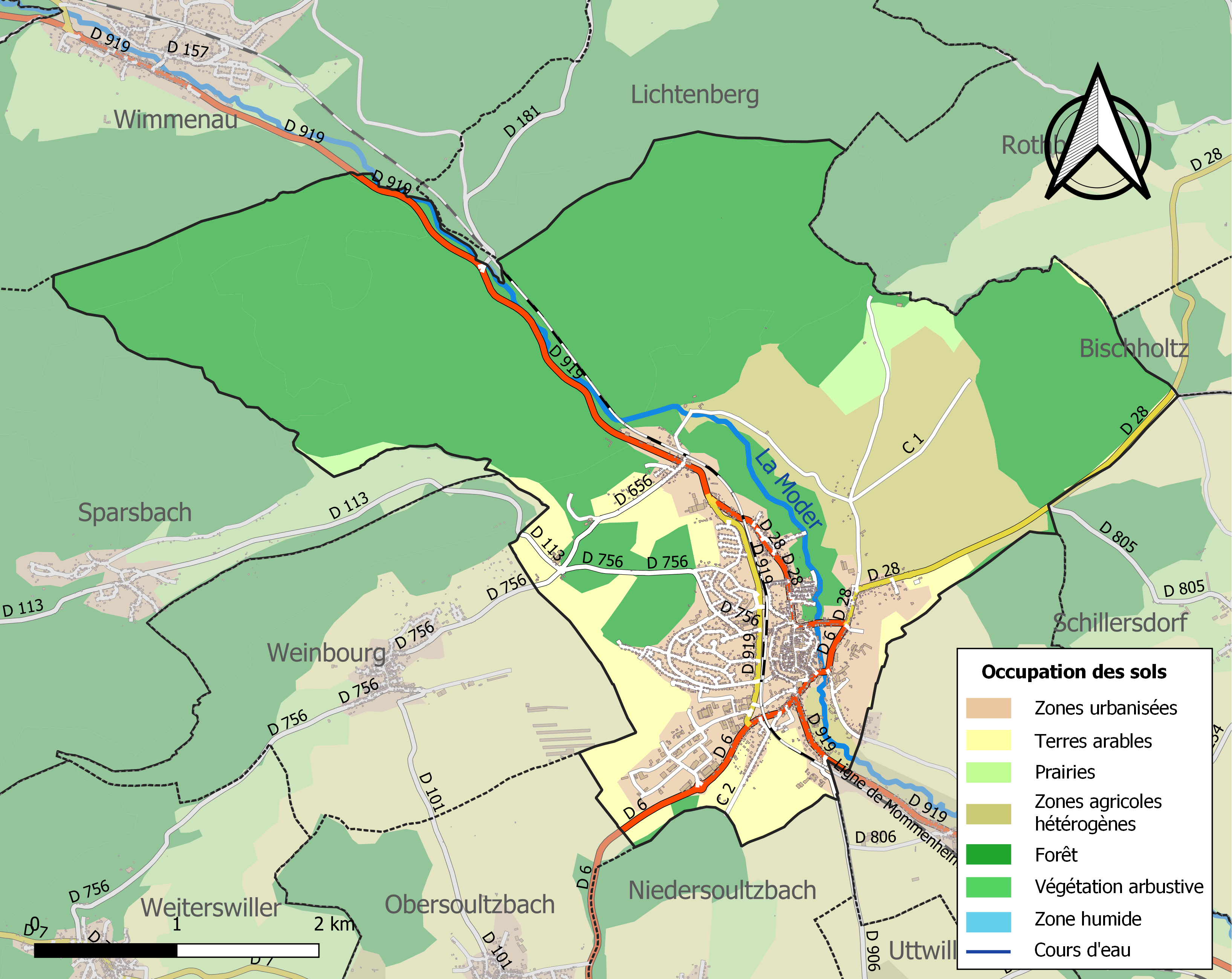
Kaart van de gemeente met de belangrijkste infrastructuur, bodemgebruik en omliggende gemeenten

## Demografie
Onderstaande figuur toont het verloop van het inwonertal.

## Verkeer en vervoer
In de gemeente staat het spoorwegstation Ingwiller.
Adamswiller · Altwiller · Asswiller · Baerendorf · Berg · Bettwiller · Bischholtz · Bissert · Burbach · Bust · Butten · Dehlingen · Diedendorf · Diemeringen · Domfessel · Dossenheim-sur-Zinsel · Drulingen · Durstel · Erckartswiller · Eschbourg · Eschwiller · Eywiller · Frohmuhl · Gœrlingen · Gungwiller · Harskirchen · Herbitzheim · Hinsbourg · Hinsingen · Hirschland · Ingwiller · Keskastel · Kirrberg · Lichtenberg · Lohr · Lorentzen · Mackwiller · Menchhoffen · Mulhausen · Neuwiller-lès-Saverne · Niedersoultzbach · Oermingen · Ottwiller · Petersbach · La Petite-Pierre · Pfalzweyer · Puberg · Ratzwiller · Rauwiller · Reipertswiller · Rexingen · Rimsdorf · Rosteig · Sarre-Union · Sarrewerden · Schillersdorf · Schopperten · Schœnbourg · Siewiller · Siltzheim · Sparsbach · Struth · Thal-Drulingen · Tieffenbach · Volksberg · Vœllerdingen · Waldhambach · Weinbourg · Weislingen · Weiterswiller · Weyer · Wimmenau · Wingen-sur-Moder · Wolfskirchen · Zittersheim